# Slap
El slap es una técnica para tocar el bajo eléctrico, aunque se desarrolló inicialmente en el contrabajo, en la década de 1920. Asociado actualmente al estilo funk en el bajo, y al rockabilly en el contrabajo, es ampliamente usado por bajistas de todos los estilos. Esta técnica produce un sonido muy percusivo ya que las cuerdas del instrumento se golpean contra el mástil, en lugar de pulsarlas, tañerlas o pinzarlas.

## Ejecución en elcontrabajo
En el contrabajo la técnica de slap es una variante más agresiva del pizzicato. El efecto se obtiene, claramente, de dos movimientos combinados: El primero consiste en pulsar la cuerda tirando de ella con vigor y soltando, de manera que el rebote contra el mástil produce un chasquido seco; a continuación se ejecuta un golpeo contra la cuerda con los dedos extendidos como si se propinase una bofetada o azote (de ahí su nombre, slap, "bofetada" en inglés). El resultado es un patrón rítmico de efecto similar al que produce el "doblao" de palmas en el flamenco.
La técnica es conocida por los músicos de jazz y blues desde por lo menos los años 20, atribuyéndose su implantación a músicos como Pops Foster, Steve Brown o Bill Johnson. A partir de los años 40 se hace más habitual entre los músicos blancos, siendo adoptada por los artistas hillbilly y bluegrass. A partir de estos dos estilos, en los años 50 el rockabilly la convierte en su sello más característico. En la actualidad -arrinconado el contrabajo en la música pop y rock- multitud de estilos de música folklórica y popular de todo el mundo usan el bajo eléctrico y el slap como patrón rítmico recurrente.
Entre los grandes intérpretes de esta técnica a lo largo del tiempo, están Willie Dixon, Wellman Braud, Milt Hinton, Flea, Marshall Little, Al Pompilli, Bill Black, Paul Burlison, Jake Tullock, Jimbo Wallace, Kim Nekroman, Scott Owen, Chester Zardis, Dick McCarthy, Alcide "Slow Drag" Pavageau Les Claypool. Lee Rocker.

## Ejecución en elbajo eléctrico
Normalmente, se usa el término para referirse a dos técnicas distintas, el Thumbing y el Poping.
El Thumbing consiste en golpear la cuerda con el pulgar (thumb) de la mano derecha (izquierda para los zurdos) haciendo que la cuerda golpee el mástil a la altura del último traste.
El Poping se basa en tirar con un dedo de la cuerda y soltarla repentinamente, produciendo un sonido seco, duro y percutido.
El Thumbing and Poping (denominado por Larry Graham Slap and Poping) consiste en la mezcla de las ya mencionadas técnicas en conjunto con técnicas como el hammer on, Pull Off, Bending, Double plucking and Thumbing, y Muting, entre otras.
Se presume que la técnica conocida como thumbing and poping nace con el bajista estadounidense Larry Graham, de la banda Sly and the Family Stone. Según Graham, la técnica fue resultado de que en su adolescencia tuvo que tocar sin batería. Buscando una solución al problema, experimentó con el bajo eléctrico y buscó un sonido más agresivo, con el objetivo de tener un equivalente a la base rítmica que proporcionaba la batería en una banda. Desarrolló la técnica con la idea de que el golpe del pulgar contra las cuerdas, denominado Thumbing, fuera el equivalente a una caja o bombo de una batería y el golpe seco de las cuerdas contra el diapasón (en el caso del bajo eléctrico, produciendo un sonido más agresivo, rebotan contra el último traste), denominado Poping, fuera el equivalente a un hi hat.
Aunque esta técnica es generalmente asociada con el Funk (y subgéneros del Funk), y el jazz, son varios los bajistas de géneros como el Rock, Pop, Metal que dominan la técnica. Por ejemplo: Michael Balzary (Flea), bajista de los Red Hot Chili Peppers, Mark King (Level 42), Dave LaRue ( quien colaboró con Dream Theater y John Petrucci), Stuart Hamm (Bajista que colabora con Joe Satriani en conciertos en vivo) entre otros.
Actualmente, la técnica ha evolucionado hasta una compleja técnica que se considera el camino entre un instrumento melódico o armónico y la percusión, gracias al constante desarrollo de la técnica en el bajo eléctrico.
Dentro del Slap se contemplan diferentes técnicas destinadas a dar apoyo rítmico (Muting en sus diferentes formas) y a dar un motivo melódico y armónico al Thumbing and Poping (Slap bass).
A causa de esas técnicas se pueden apreciar ejercicios sumamente complejos como, por ejemplo, tripletes (3 notas con un intervalo entre dos de las tres notas de menor duración) que, en conjunto con el double plucking and thumbing (Thumbing con un movimiento que imita a una púa al tocar y Poping a dos dedos), permiten estructuras rítmicas, melódicas,y armónicas (progresiones) sumamente complejas.
A pesar de que el Slap es una técnica que se desarrolla de manera única a causa del diferente estilo que pueda tener un bajista al tocar en comparación con otros, se reconoce el Slap de Louis Johnson, Flea, Mark King, Victor Wooten, Les Claypool, Marcus Miller, Reginald Arvizu, Stuart Hamm, Stanley Clarke (creador del double thumbing), entre otros como un modelo a seguir, siendo estos considerados algunos de los bajistas más virtuosos.
Generalmente, la popularización de esta técnica para el bajo eléctrico se atribuye al bajista Larry Graham que tocaba en los años 1960 en Sly & The Family Stone.